# Русский дядюшка
«Ру́сский дя́дюшка» (фр. L'Oncle de Russie) — фильм Франсиса Жиро, снятый по сценарию Филиппа Мадраля (фр. Philippe Madral).

## Сюжет
Молодой французский солдат Гастон Буассак попадает во Второй мировой в немецкий лагерь военнопленных на территории СССР. В конце войны он и множество таких, как он, оказываются на освобожденной русскими территории. Но советские власти не отпускают большинство из них домой, а рассредотачивают в трудовые лагеря по всему СССР, чтобы использовать для восстановления страны. В разгар «холодной войны» советское правительство объявляет этих людей «пропавшими без вести» и лишает любых контактов с их Родиной. Их семьи и правительства полагают, что они мертвы.
Буассак постоянно пишет письма домой, не зная, что эти письма с 1945 года не доходят ни его семье, ни невесте, ни другу, ставшему мэром небольшого городка Сольери, где Буассак родился. Он считается пропавшим без вести, и его имя выгравировано на памятнике в деревне к умершим.
И вдруг в СССР начинается перестройка, к власти приходит Горбачев и в 1989 году Гастон получает возможность вернуться на Родину — в возрасте 70 лет, с трудом вспоминающий французские слова, он стучится в дверь дома своей невесты — Женевьевы Ферран.
Его возвращение «с того света» всколыхнуло всю деревню, напомнило прошлое и многих заставило переоценить свою жизнь.

## В ролях
| Актёр           | Роль             |
| --------------- | ---------------- |
| Клод Брассер    | Гастон Буассак   |
| Мари-Жозе Нат   | Женевьева Ферран |
| Матье Биссон    | Франсуа          |
| Маша Петина     | Марина           |
| Бенедикт Альман | Антуан Буассак   |
| Жан-Поль Женаке | мэр              |